# Abhinaya Sri
Abhinaya Sri est une actrice et danseuse indienne née en 1988 à Thiruvananthapuram au Kerala.

## Biographie
Fille de l'actrice Anurada (en), Abhinaya Sri commence sa carrière cinématographique, à l'âge de 13 ans, dans le film Friends de Siddique, aux côtés notamment de Surya Sivakumar et Vijay. Par la suite, elle devient célèbre avec ses numéros de danse d'item girl.

## Filmographie
- 2001 : Friends de Siddique
- 2002 : Maaran de A. Jawahar
- 2003 : Banda Paramasivam de T.P Gajendran
- 2005 : Hungama de S.V. Krishna Reddy
- 2006 : Bhagyalakshmi Bumper Draw de Nidhi Prasad
- 2006 : Aadhi Lakshmi de Suresh
- 2007 : Paisalo Paramatma de V. Sagar
- 2007 : Chandamama de Krishna Vamshi
- 2009 : Ek Niranjan de Puri Jagannadh

## Récompenses
- 2006 : Nandi Award for Best Female Comedian, prix de la meilleure actrice pour son rôle dans Paisalo Paramatma